# Eloïse Terrec
Eloïse Terrec (née le 10 août 1998 à Quimper) est une athlète française.

## Biographie
Eloïse Terrec est sacrée championne de France du 10 kilomètres marche lors des championnats de France 2020 à Albi.
Le 19 février 2021, elle devient championne de France en salle à Miramas, en s'imposant sur le 3 000 m marche, avec un temps de 12 min 46 s 12.